# Cromlech nord de Kerlescan
Le cromlech nord de Kerlescan est une enceinte mégalithique située à Carnac, dans le département français du Morbihan.

## Localisation
L'enceinte mégalithique est située à environ 250 m au nord-nord-ouest des alignements de Kerlescan et environ 90 m au nord du tumulus.

## Historique
Le site est classé au titre des monuments historiques par arrêté du 30 juin 1928. Il a été restauré en 1930 probablement par Z. le Rouzic.

## Description
L'enceinte est formée de 43 menhirs (7 dressés et 36 couchés) dessinant un arc semi-circulaire d'environ 277 m de longueur ouvert à l'est et au sud-est. La plus grande pierre, située côté ouest, mesure environ 3 m de hauteur. Plusieurs menhirs de la partie ouest et sud-ouest de l'enceinte ont été intégrés dans les murets de séparation parcellaire. Les menhirs de la partie nord sont plus espacés. L'extrémité orientale de l'enceinte comporte deux pierres isolées.